# ミッキー・ナックルズ
ミッキー・ナックルズ（Mickie Lee Knuckles、1984年5月16日 - ）は、アメリカ合衆国出身の女子プロレスラーである。 得意技はカワダキック（『レッドネックハングオーバー』）やジャーマンスープレックスやノーザンライトスープレックス。現在はトレイシー・スマザーズの隠し子ギミック、イザベラ・スマザーズ（Isabella Smothers）のリングネームで活動している。
IWAミッドサウスを主舞台として、画鋲や蛍光灯や有刺鉄線などの数多の凶器を用いたデスマッチを男性レスラーをも相手にして戦いつつ、IWAイーストコースト、IWAディープサウス、Chikara、PWUなど、数多のプロレス団体を又に掛けて活動している。

## 来歴
インディアナ州のクラークスビルというオハイオ川沿いの町に生を享け、イアン・ロッテンとクリス・ヒーローからの訓練を経たうえで、2003年の8月2日にIWAミッドサウスのマットを舞台にプロレスラーとしてデビュー。 そのデビューの場となったのは、この団体の主催する『キング・オブ・ザ・デスマッチ』という大会―基本的には男性レスラーのみが参加していたデスマッチの大会であった。
それからというもの、そのIWAミッドサウスを主戦場として、夥しい量の流血を伴ういわゆるハードコアの世界で歴戦を重ねた。
多大な流血を伴うデスマッチを含む試合を数多の男性レスラーらを相手に行ってきており、ともにリングに上がってきた男性レスラーには、その師たるイアン・ロッテンとクリス・ヒーローをはじめ、ネイト・ウェッブ、サビアン、ブレイン・ダメージ、ドレイク・ヤンガー、トビー・クライン、ネクロ・ブッチャー、2・タフ・トニー、マッドマン・ポンド、エディー・キングストン、リッキー・レイエス、グラン・アクマ、アクセル・ロッテン、デヴォン・ムーア、ユース・スーサイドなどといった面子が含まれている。

### APW：『チックファイト』
そうしたなかで2005年には、カリフォルニアを本拠地とするオール・プロレスリング(APW)というインディ団体の主催による『チックファイト』という大会の第3回に参戦。女子プロレスラーのみが参加して戦うこの大会にあって、第1戦目でティファニーという選手を下したものの、第2戦目で吉田万里子に敗れ退いた。 この年にはミスシェフの保持下にあったIWAミッドサウスの女子王座に挑戦し、これを奪取している。

### IWA：『デスマッチの女王』
2006年の11月にはIWAミッドサウスのクイーン・オブ・ザ・デスマッチの初大会へと参戦し、1回戦〜2回戦とデスマッチを勝ち抜き、ついには決勝にまで進出。やがて決勝戦で尾崎魔弓を相手に蛍光灯/観客持参凶器/ロープ無し有刺鉄線のデスマッチを戦い、これに勝利を収めたことで、この大会の優勝者の座を戴冠するに至った。
その翌2007年にもこの大会へと参戦したうえで、有刺鉄線ロープや有刺鉄線バットを用いたデスマッチを1回戦〜2回戦〜3回戦と勝ち進むも、決勝戦の蛍光灯有刺鉄線デスマッチでルフィストに破れ、惜しくも覇者の座にまでは至らなかった。8月には男性レスラーのチャック・テイラーをストリートファイトで下して2度目のIWAミッドサウス女子王座を戴冠。

### CZWとTNAへの参戦
2008年になるとコンバット・ゾーン・レスリング(CZW)のマットに参戦し、同じくハードコアの世界に名高い存在となったルフィストと対戦。 更にはCZWの『デスマッチの祭典』―トーナメント・オブ・デス(TOD)の第7回目の大会に初参戦。これはTODの歴史上初の女子レスラーの参戦であった。 ちょうど同時期にあっては、CZWのベスト・オブ・ザ・ベストにルフィストが女性レスラー初の参戦を果たしてもいた。
IWAミッドサウスのタッグ王座に初の女子プロレスラーとしてその名を連ねることにもなったこの年にあっては、トータル・ノンストップ・アクション・レスリング(TNA)のマットにムースという名で初参戦し、ロキシー、ODB、ゲイル・キムなどといった面々とともにTNAインパクトで脚光を浴びた。

### JCW参戦、OVW所属
TNAから解雇されてからはICPが主宰するJCWへ参戦。同団体に参戦していたトレイシー・スマザーズの隠し子であったというギミックを使うことになり、イザベラ・スマザーズのリングネームで活動することになる。この時期からデスマッチから正当なレスリングをするようになり、2011年にはOVWと契約した。